# James MacKenzie
Pour les articles homonymes, voir Mackenzie.
Pas d'image ? Cliquez ici

b Matchs officiels uniquement.
James Moir MacKenzie, né le 17 octobre 1886 à Sunderland et décédé le 22 janvier 1963 à Chichester dans le Sussex, est un joueur de rugby écossais, évoluant avec l'Écosse au poste d'avant.

## Biographie
James MacKenzie a disputé son premier test match le 18 novembre 1905 contre l'équipe de Nouvelle-Zélande de rugby à XV en tournée en 1905-1906 un match perdu 12-7.
Il a disputé son dernier test match le 25 février 1911 contre l'Irlande.
Il joue 9 matchs avec l'équipe nationale.
En 1948, il devient le 62e président de la Fédération écossaise de rugby à XV.

## Palmarès
- 9 sélections pour l'Écosse.
- Sélections par année : 1 en 1905, 3 en 1909, 3 en 1910, 2 en 1911
- Participation au tournoi britannique en 1909
- Participation aux Tournois des Cinq Nations en 1910, 1911